# Преси (Верона)
Преси је насеље у Италији у округу Верона, региону Венето.
Према процени из 2011. у насељу је живело 10 становника. Насеље се налази на надморској висини од 90 м.